# Baxin Yizu Xiang
Baxin Yizu Xiang (kinesiska: 坝心, 坝心彝族乡) är en socken i Kina. Den ligger i provinsen Yunnan, i den sydvästra delen av landet, omkring 230 kilometer sydost om provinshuvudstaden Kunming. Antalet invånare är 5 288. Befolkningen består av 2 480 kvinnor och 2 808 män. Barn under 15 år utgör 22,0 %, vuxna 15-64 år 67 %, och äldre över 65 år 9,0 %.
Genomsnittlig årsnederbörd är 1 627 millimeter. Den regnigaste månaden är juli, med i genomsnitt 360 mm nederbörd, och den torraste är februari, med 16 mm nederbörd.